# Радник (футбольный клуб, Сурдулица)
«Радник» Сурдулица(серб. ФК Радник Сурдулица) — сербский футбольный клуб из поселения Сурдулица, в Пчиньском округе в центральной Сербии. Клуб основан в 1926 году, домашние матчи проводит на стадионе «Радник», вмещающем 3 312 зрителей.

## История
«Радник» основан в Сурдулице в 1926 году, когда местный любитель футбола Градимир Антич в общине Сурдулица решил основать региональный футбольный турнир. Для этой цели в поселке был основан футбольный клуб под названием ССК (Сурдулицкий спортивный клуб). Вторая мировая война на время прекратила футбольные мероприятия, и до 1946 года футбольные турниры в Сурдулице не проводились. В 1946 году было решено возродить местную футбольную команду, теперь уже под названием Полёт. В первый год существования возрожденная команда играла только товарищеские матчи с местными командами, но в 1947 году клуб вошёл в состав местной футбольной лиги Vranje и с тех пор выступал уже там.
В 1950 году клуб изменил свое прежнее название на ФК Гидровласина, а к концу года получил свое нынешнее название путем слияния команды с другим местным клубом Молибден из поселения Бело Поле. Таким образом, с 1951 года клуб носит название Радник, которое имеет и по сей день.
Большую часть своей истории футбольный клуб провел в низших лигах чемпионата Сербии. Однако в XXI веке произошёл существенный скачок в развитии клуба и за несколько лет Радник проделал путь из низших лиг в элиту сербского футбола. Возрождение клуба началось в сезоне 2012/13, когда Радник выиграл Восточную лигу Сербии (третий дивизион) и впервые в своей истории поднялся в Первую лигу. Из-за снятия одного очка Радник набрал одинаковое количество очков с клубом Телеоптик, но по итогам личных встреч обошёл конкурента и выиграл лигу.
В дебютном сезоне в Первой лиге Радник сумел не вылететь, закрепиться в дивизионе и занять достойное для новичка лиги десятое место. В сезоне 2014/15, лишь на второй год пребывания в дивизионе, Радник достиг исторического для себя успеха и стал чемпионом Первой сербской лиги и впервые в своей истории вышел в Суперлигу Сербии, высшую лигу сербского футбола. В сезоне 2014/15 в Первой лиге Радник занял первое место, на три очка опередив ближайших конкурентов Явор Иваница и на девять ФК Металац.
В сезоне 2015/16 Радник занял небывало высокое для дебютанта высшей лиги восьмое место по итогам регулярного чемпионата и сходу квалифицировался в чемпионский плей-офф лучших восьми команд первенства, что стало несомненным успехом для новичка Суперлиги.

## Статистика выступлений
| Сезон   | Ранг | Турнир      | Место | И  | В  | Н  | П  | ГЗ | ГП | РГ  | Очки | Кубок | Исход |
| ------- | ---- | ----------- | ----- | -- | -- | -- | -- | -- | -- | --- | ---- | ----- | ----- |
| 2008/09 | 3    | Лига Восток | 12    | 28 | 8  | 7  | 13 | 31 | 35 | -6  | 31   | –     |       |
| 2009/10 | 3    | Лига Восток | 7     | 30 | 10 | 8  | 12 | 42 | 41 | +1  | 38   | –     |       |
| 2010/11 | 3    | Лига Восток | 3     | 30 | 14 | 4  | 12 | 43 | 35 | +8  | 46   | –     |       |
| 2011/12 | 3    | Лига Восток | 4     | 30 | 14 | 6  | 10 | 55 | 48 | +7  | 48   | –     |       |
| 2012/13 | 3    | Лига Восток | 1     | 30 | 21 | 3  | 6  | 62 | 34 | +28 | 65   | –     |       |
| 2013/14 | 2    | Первая лига | 10    | 30 | 10 | 8  | 12 | 31 | 36 | -5  | 38   | –     |       |
| 2014/15 | 2    | Первая лига | 1     | 30 | 19 | 7  | 4  | 41 | 14 | +27 | 64   | 1/16  |       |
| 2015/16 | 1    | Суперлига   | 8     | 30 | 9  | 11 | 10 | 34 | 46 | -12 | 38*  | 1/16  |       |
| 2016/17 | 1    | Суперлига   | 12    | -  | -  | -  | -  | -  | -  | -   | -*   | -     |       |

* По итогам регулярного чемпионата.

## Достижения
- Первая лига
  - Победитель: 2014/15